# Aeropuerto Internacional de Pago Pago
El Aeropuerto Internacional de Pago Pago (en inglés: Pago Pago International Airport) (código IATA: PPG - código ICAO: NSTU), es un pequeño aeropuerto estadounidense situado en las cercanías de la ciudad de Pago Pago, en el archipiélago de Samoa Americana.

## Aerolíneas y destinos

### Pasajeros
| Aerolíneas        | Destinos           |
| ----------------- | ------------------ |
| Hawaiian Airlines | Honolulu           |
| Samoa Airways     | Apia, Fitiuta, Ofu |
| Talofa Airways    | Apia, Nuku'alofa   |

### Carga
| Aerolíneas            | Destinos |
| --------------------- | -------- |
| Asia Pacific Airlines | Honolulu |